# قصر الأسقف (قرطبة)

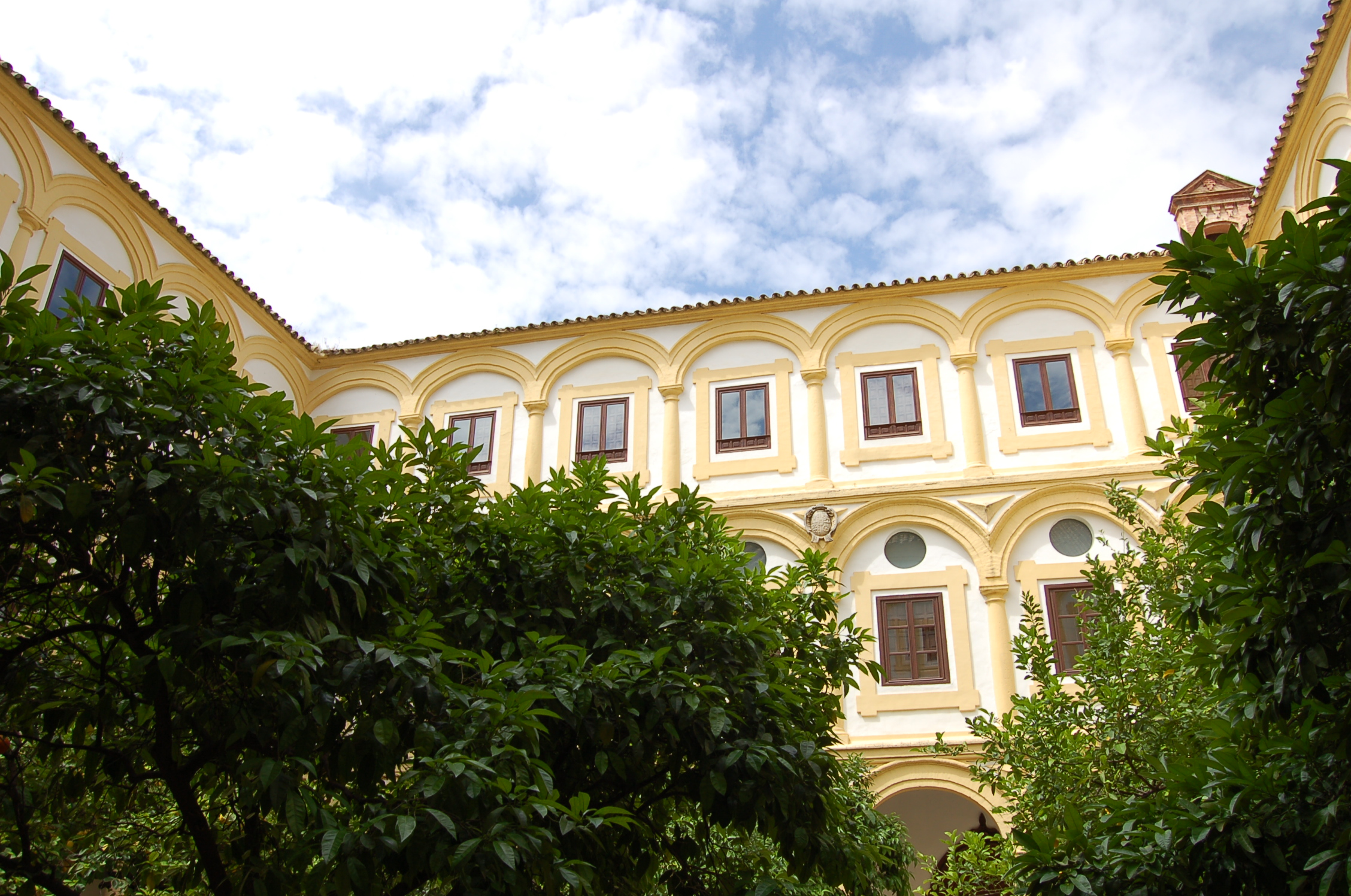
قصر الأسقف في قرطبة.

يقع قصر الأسقف في قرطبة في وسط المركز التاريخي لمدينة قرطبة في إسبانيا، ويقع مقابل الواجهة الغربية لكاتدرائية - جامع قرطبة.